# 박정숙 (1975년)
박정숙(1975년 5월 2일 ~ )은 대한민국의 배우이자 연극인이다.

## 출연작

### 드라마
- 2014년 MBC 《폭풍의 여자》... 오봉선 역
- 2014년 tvN 《꽃할배 수사대》... 담임선생님 역 (우정출연)
- 2011년 MBC 《짝패》... 계월 역
- 2010년 한국경제TV 《김과장&이대리》... 김과장 아내 역
- 2007년 MBC 《깍두기》... 박재영 역
- 2002년 MBC 《맹가네 전성시대》
- 2001년 MBC 《반달곰 내 사랑》
- 1999년 MBC 《왕초》
- 1998년 MBC 《해바라기》

### 영화
- 2015년 《헬머니》 ... 방송국여경비 역 (우정출연)
- 2022년 《어부바》 ... 강소윤 역